# Ameira divagans
Ameira divagans är en kräftdjursart som beskrevs av Nicholls 1939. Ameira divagans ingår i släktet Ameira och familjen Ameiridae. Arten är reproducerande i Sverige.

## Underarter
Arten delas in i följande underarter:
- A. d. pontica
- A. d. divagans